# Jogo das Estrelas de 2012 do NBB
O Jogo das Estrelas da temporada 2012 foi um evento festivo realizado nos dias 9 de março e 10 de março de 2012, no ginásio Pedrocão, em Franca. 
O evento foi organizado pela Liga Nacional de Basquete e teve transmissão ao vivo do canal Sportv e da TV Globo. Foi o quarto evento do NBB para juntar as estrelas do basquete nacional.
O evento foi separado em dois dias. No primeiro, sexta-feira, foi realizado o torneio de habilidades, de três pontos e de enterradas. No segundo, sábado, aconteceu o jogo entre o NBB Brasil e o NBB Mundo

## Equipes
As equipes foram escolhidas por treinadores e capitães de times do NBB, por jornalistas e por personalidades ligadas ao basquete. Cada voto teve um peso diferente: Treinadores (50%), Jornalistas e Personalidades (30%), e Capitães (20%).
A divisão dos times foi a mesma do Jogo das Estrelas NBB 2010-11 sendo brasileiros em uma equipe e estrangeiros na outra. 
Votos e equipes do Jogo das Estrelas:

### NBB Brasil
Armadores
- Fulvio - São José (71,6 pontos)
- Valtinho - Uberlândia (58,9)
- Nezinho - Brasília (35,6)

Alas
- Alex - Brasília (175,4)
- Marquinhos - Pinheiros (121,2)
- Marcelinho - Flamengo (90,7)
- Arthur - Brasília (9,3)

Pivôs
- Murilo - São José (154,6)
- Guilherme Giovannoni - Brasília (74,3)
- Caio Torres - Flamengo (43,1)
- Olivinha - Pinheiros (41,7)
- Cipolini - Uberlândia (34,4)]

Técnico: Guerrinha - Bauru (43)

### NBB Mundo
Armadores
- Larry Taylor - Bauru (166,7 pontos)
- Borders - Minas (12,8)
- Figueroa - Pinheiros (12,7)

Alas
- Robert Day - Uberlândia (149,1)
- Robby Collum - Uberlândia (103,7)
- Shamell - Pinheiros (73,5)
- David Jackson - Flamengo (45,9)
- Kevin Sowell - Franca (32,3)

Pivôs
- Jeff Agba - Bauru (181,5)
- Kammerichs - Flamengo (168,3)
- Araujo - Paulistano (24,2)
- Bishop - Joinville (20,3)

Técnico: Gonzalo Garcia - Flamengo (84,5)

## O Jogo
O NBB Brasil venceu a partida por 125 a 102, devolvendo a derrota sofrida na edição passada do evento.